# إدي غريفين (كرة سلة)
إدي غريفين (بالإنجليزية: Eddie Griffin)‏ مواليد 30 مايو 1982 في فيلادلفيا - الوفاة 17 أغسطس 2007، كان لاعب كرة سلة أمريكي بدأ مسيرته الاحترافية في سنة 2001. بلغ طوله 6 قدم 10 بوصة (2.1 م). اعتزل اللعب في 2007.

## فرق لعب لها
- هيوستن روكتس
- مينيسيوتا تيمبر وولفز

## روابط خارجية
- إدي غريفين على موقع إن بي أي (الإنجليزية)
- إدي غريفين على موقع سبورتس رفرنس (الإنجليزية)
- إدي غريفين على موقع كرة السلة الأوروبية.كوم (الإنجليزية)
- إدي غريفين على موقع كلية كرة السلة في سبورتس رفرنس.كوم (الإنجليزية)
- إدي غريفين على موقع ريلجم (الإنجليزية)
- إدي غريفين على موقع بروبوليرز (الإنجليزية)